# Khadim Hussain Rizvi
Khadim Hussain Rizvi (en ourdou  : خادم حسين رضوى), né le 22 juin 1966 à Pindigheb et mort le 19 novembre 2020 à Lahore, est un mouhaddith, prédicateur et homme politique pakistanais. 
Il est le fondateur du Tehreek-e-Labbaik Pakistan, un parti islamiste radical et accusé de violences, qu'il dirige d'août 2015 jusqu'à sa mort. Celui-ci est remarqué lors des élections législatives de 2018, alors qu'il mène plusieurs mouvements de protestations avec des revendications fondamentalistes.

## Jeunesse et éducation
Khadim Hussain Rizvi est né le 22 juin 1966 dans le village de Pindigheb, dans le district d'Attock, situé dans le nord-ouest de la province du Pendjab. Dans sa jeunesse, il est décrit comme une personne réservée et timide. En 2006, il est paralysé à la suite d'un accident de voiture et se déplace depuis en fauteuil roulant. Au tournant des années 2000 à 2010, il dirige la prière du vendredi dans une mosquée de Lahore.

## Carrière professionnelle
Hussain Rizvi est employé du gouvernement du Pendjab, au sein du département religieux, quand le gouverneur de cette province, Salman Taseer, est assassiné par son garde du corps pour sa défense de la chrétienne Asia Bibi en 2011. Alors que le gouverneur était un adversaire de la loi interdisant le blasphème, Hussain Rizvi se félicite de l'attentat. Il reçoit alors un avertissement de la part du gouvernement provincial, puis confirmant ses propos, il est ensuite licencié. 
Rizvi commence alors son activisme en faveur de la peine de mort systématique pour blasphème et demande la libération de l’assassin du gouverneur Mumtaz Qadri. À ce titre, il assimile aux blasphémateurs toute personne critiquant la loi.

## Carrière politique

### Émergence

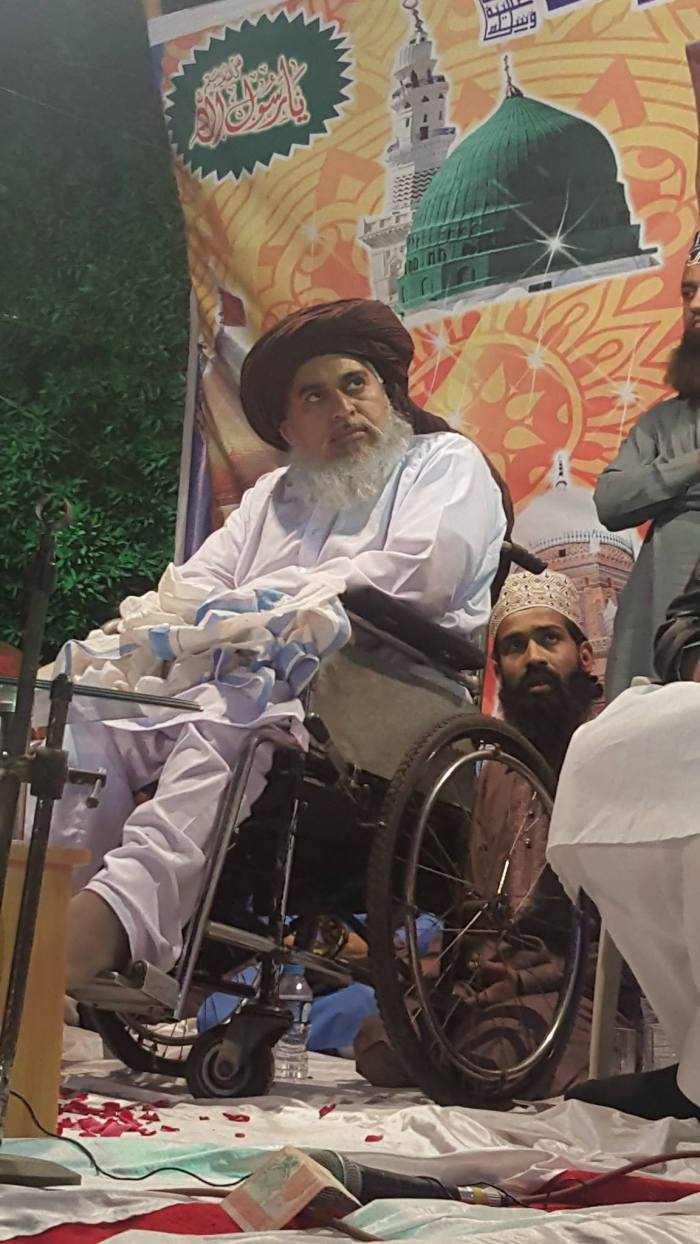
Khadim Hussain Rizvi à Lahore en 2016.

Le 1er août 2015, Rizvi fonde et assure la présidence du Tehreek-e-Labbaik Pakistan, un parti islamiste qui entend se placer à la droite des partis religieux historiques, comme le Jamaat-e-Islami ou Jamiat Ulema-e-Islam. En novembre 2017, il mène un mouvement de protestations contre le ministre de la Justice Zahid Hamid, accusé de vouloir adoucir les dispositions religieuses dans la loi, et dont il réussit à obtenir la démission,. 
À la suite des troubles causés par ces protestations, Rizvi fait l'objet de poursuites judiciaires de la part d'un tribunal anti-terroriste. Dans le même temps, la Cour suprême du Pakistan s'intéresse à ses sources de financement, mais affirme ne pas avoir réussi à les identifier, rejetant un rapport des services secrets militaires de l'ISI qu'elle juge trop lacunaire. Ce rapport parle notamment de « soutiens financiers », sans plus de précision.
Lors des élections législatives de 2018, son parti réalise une performance en demi-teinte. Il fait un score électoral relativement bon, avec 4,4 % des voix soit presque autant que la coalition islamiste Muttahida Majlis-e-Amal, pourtant déjà bien implantée. Cependant, il ne s'impose dans aucune circonscription nationale et n'obtient par conséquent aucun député à l'Assemblée nationale. 

### Manifestations contre Asia Bibi
En novembre 2018, il mène un mouvement de protestations contre l'acquittement d'Asia Bibi, demandant son exécution par pendaison. Le 4 novembre, le gouvernement pakistanais obtient la suspension de son compte Twitter, l'accusant de désinformations et d'appels à la violence. Le 23 novembre, il est arrêté par la police du Pendjab pour subversion contre l’État alors qu'il prévoyait un rassemblement deux jours plus tard à Islamabad pour marquer le premier anniversaire du rassemblement de novembre 2017. Il est relâché sous caution en mai 2019.

### Manifestations anti-caricatures
Début juillet 2018, il réagit à l'annonce de l'organisation d'un concours de caricatures de Mahomet par le Parti pour la liberté aux Pays-Bas, en déclarant : « Donnez-moi une bombe atomique et j'effacerai la Hollande de la surface de la Terre ».
Dans une vidéo publiée le 24 octobre 2020 sur sa chaîne YouTube officielle, il demande au gouvernement pakistanais de déclarer le djihad contre « ceux qui calomnient le Prophète Muhammad » et appelle à une guerre nucléaire avec la France, en réaction aux propos tenus par le président de la République française, Emmanuel Macron, à la suite de l'assassinat de Samuel Paty. Il est également à l'origine de grandes manifestations qui traversent le Pakistan à l'automne 2020. 
Le 16 novembre, il s'entretient à Islamabad avec le ministre de l’Intérieur, Ijaz Shah, et celui des Affaires religieuses, Noor-ul-Haq Qadri et le 17 novembre son parti annonce la fin des manifestations et du blocage de la capitale, après qu'un accord aurait été trouvé avec le gouvernement comprenant notamment la suspension des relations diplomatiques avec la France, l'expulsion de l'ambassadeur Marc Baréty, l'absence de nouvelle nomination à l'ambassade du Pakistan en France (le poste étant vacant depuis août 2020), un boycott officiel des produits français et la libération des membres du TLP interpellés lors des manifestations. Le gouvernement pakistanais, de son côté, ne confirme que la libération des militants du parti,,.

## Mort et funérailles

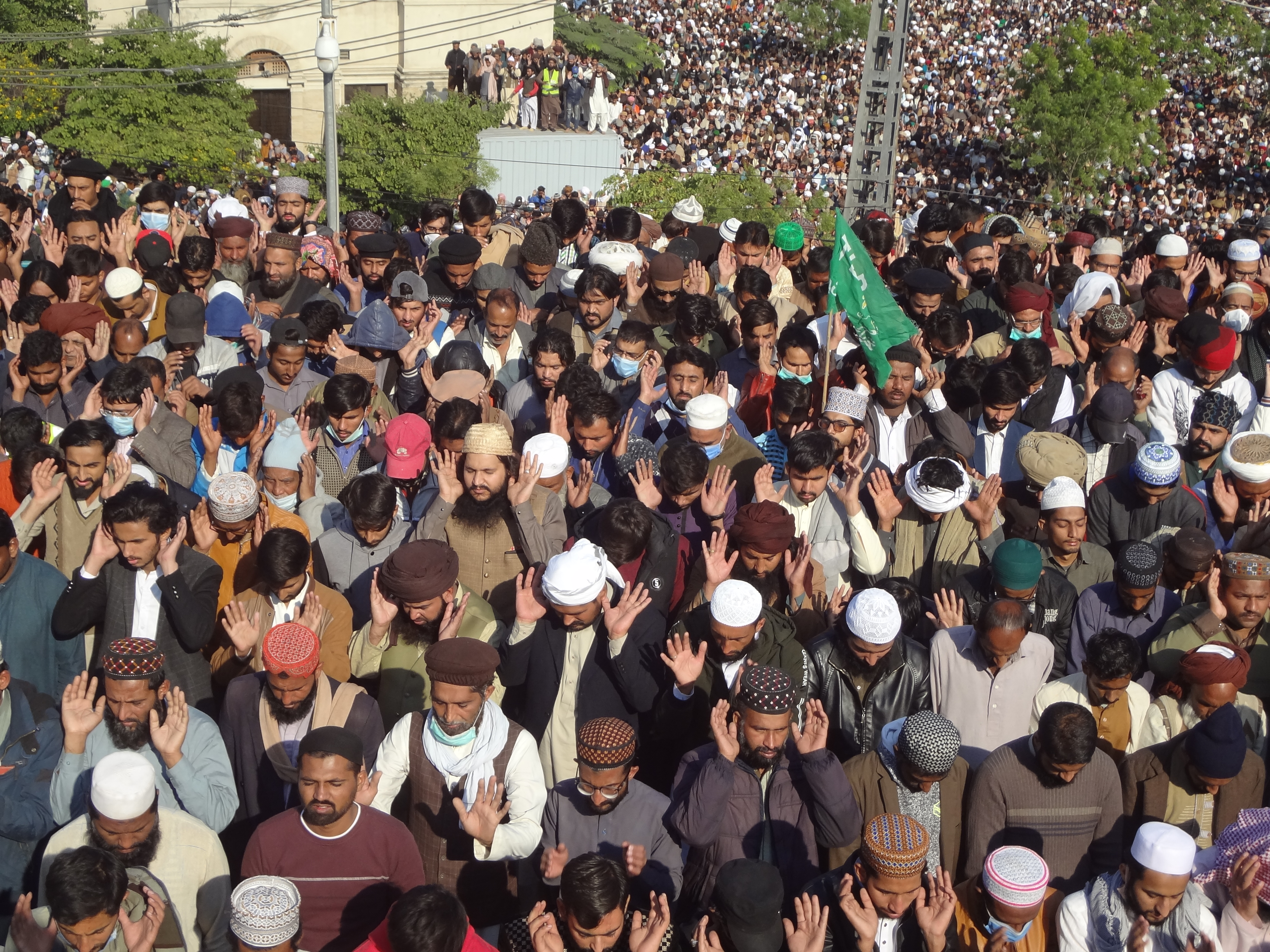
Funérailles de Rizvi à Lahore.

De retour au Pendjab le 18 novembre 2020, il est admis à l'hôpital Cheikh Zayed (en) après s'être effondré et est déclaré mort à 20 h 48 heure normale du Pakistan (15 h 48 en temps universel), le 19 novembre. Il souffrait d'une forte fièvre et de difficultés respiratoires, symptômes proches du Covid-19, mais aucune autopsie n'est pratiquée. Son fils Saad Hussain Rizvi le remplace à la tête du Tehreek-e-Labbaik Pakistan.
Personnalité religieuse et politique extrêmement appréciée par une partie de la population, ses funérailles organisées le 21 novembre parviennent à rassembler plusieurs dizaines voire centaines de milliers de personnes (alors même que le Pakistan est touché de plein fouet par une deuxième vague de la pandémie de Covid-19) autour du Minar-e-Pakistan de Lahore, ce qui en fait l'une des plus importantes funérailles que la ville ait connue depuis celles d'Ilm-ud-din en 1929,,. Sa prière funéraire est dirigée par son fils Saad Hussain Rizvi. Il est enterré à la Madrassa Abuzar Ghaffari, à proximité de la mosquée Rehmatul-lil-Aalameen, dont il était le khatib,.